# Манассия (царь Иудеи)
Мана́ссия (ивр. מְנַשֶּׁה‎ [menaˈʃe] — «предающий забвению»; аккад. 𒈨𒈾𒋛𒄿 Мэнаси́; греч. Μανασσῆς [ma.nasˈsis]; лат. Manasses), сын Езекии (Хизкияху) и Хефцибы. 14-й царь Иудеи из династии Давида после разделения Израильского царства. Он унаследовал трон в возрасте 12 лет и царствовал 55 лет (4 Цар. 21:1; 2 Пар. 33:1). Большую часть его правления Иудея была вассалом Ассирии, находившейся в зените своего могущества.
Манассия отменил религиозные реформы своего отца, поддерживал в Иудее языческие культы, чем вызвал резкую оппозицию пророков; при нём повсеместно возводились жертвенники Ваалу, процветало поклонение Солнцу, Луне и звёздам.
По различным датировкам, правил в 696—641; 687—642; 696—641; 698—642 до н. э.

## Отношения с Ассирией
Манассия упоминается вместе с 22 другими царями региона (включая Кипр) в одной из надписей, высеченных по приказу ассирийского царя Асархаддона (681—669 до н. э.), сообщающей, что Асархаддон обязал их доставить камень и лес для строительства дворца в Ниневии. Большинство этих царей, в том числе Манассия, упомянуты также в надписи Ашшурбанипала (669—627 до н. э.), где говорится, что в начале его царствования армии этих царей сопровождали ассирийские войска в походе на Египет.
Ассирийские записи согласуются с археологическими свидетельствами демографических тенденций и моделей расселения, предполагающих период стабильности в Иудее во время правления царя Манассии. Несмотря на критику его религиозной политики в библейских текстах, археологи, такие как Исраэль Финкельштейн и Нил Ашер Зильберман, приписывают Манассии возрождение сельской экономики Иудеи, утверждая, что возможное предоставление Ассирией статуса наибольшего благоприятствования стимулировало создание внешнего рынка. Они утверждают, что изменения в экономической структуре деревни потребовали бы сотрудничества «сельской аристократии» с восстановлением богослужения на высоких местах в качестве компенсации за это. Очевидное опустошение плодородной Шефелы в сочетании с ростом населения горной местности и юго-востока царства (особенно в долине Вирсавии) во время правления Манассии указывают на эту возможность.
Известно о пленении Манассии ассирийцами, возможно, причиной этому стали его переговоры с братом ассирийского царя, Шамаш-шум-укиной из Вавилонии, который устроил мятеж. Также Манассия укрепил стены Иерусалима, заготовил много оружия и во все подвластные ему города отправил своих военачальников, это можно было считать подготовкой к восстанию против Ассирии. В книге Паралипоменон приводится предание о том, что Господь разгневался на Манассию и народ: «И привел Господь на них военачальников царя Ассирийского, и заковали они Манассию в кандалы и оковали его цепями, и отвели его в Вавилон» (2 Пар. 33:11).

### Торговля
Большую роль в экономике того времени играли производство и экспорт оливкового масла. В районе Газы есть свидетельства перевалочной торговли и явно процветающей промышленности оливкового масла в Экроне. Финкельштейн и Зильберман также утверждают, что строительство или реконструкция фортов в таких местах, как Арад и Хорват-Уза, исследованные Надавом Нааманом и другими, являются доказательством в поддержку этого тезиса, поскольку они были необходимы для защиты торговых путей. Однако, как утверждают те же авторы, торговля привела к большому неравенству между богатыми и бедными, что, в свою очередь, привело к народным волнениям. В результате, предполагают они, автор Второзакония или редактор Четвёртой книги Царств, позже переработал предания о Манассии, чтобы изобразить его внешнее участие в торговле, по сути, как отступничество.

## Религиозная политика
Есть три аспекта религиозной политики Манассии, которые автор Книги Царств считал прискорбными: религиозная реакция, которая последовала после его вступления на престол; его расширение за счёт свободного принятия чужеземных культов; и жестокое преследование пророческой партии.
Манассия отменил религиозные реформы своего отца Езекии и ввёл языческие элементы в храмовую службу (4 Цар. 21:2—7). В Библии Манассия рассматривается как вероотступник, а его царствование трактуется как образец греха идолопоклонства, что, согласно Иеремии, было одной из причин разрушения Храма. Даже в Иерусалимском храме Манассия установил идола Астарты. Он пожертвовал детей в честь Молоха в долине Енномовой (Геенна) на высотах Тофета (4 Цар. 21:6; Иер. 32:35).
4 Цар. 21:10 предполагает, что несколько пророков объединили своё осуждение Манассии. Pulpit Commentary идентифицирует пророков, вероятно, как Исаию и Аввакума и, возможно, Наума и Софонию. В ответ Манассия преследовал тех, кто резко осуждал народный синкретизм. Пророки были преданы мечу (Иер. 2:30). Экзегетическая традиция повествует, что Исаия, собственный дед Манассии, подвергся особенно мучительной казни, распиленный надвое по приказу царя. «Невинная кровь» окрасила улицы Иерусалима в красный цвет. В течение многих десятилетий те, кто симпатизировал пророческим идеям, находились в постоянной опасности.

### Заточение и покаяние
В плену Манассия раскаялся, и Бог, услышав мольбу царя, возвратил его на царство; после этого Манассия пытался исправить свой грех: разрушил идолы и капища чужеземным богам, восстановил жертвенник Господень и попросил жителей Иуды служить Господу Богу Израилеву (2 Пар. 33:12—16). Видимо, Манассия как-то сумел убедить царя Ассирии в своей лояльности, и поэтому его восстановили на престоле.
Сын Манассии, Амон, шёл по стопам отца; но в правление внука Манассии, Иосии (Иошияху), победила тенденция, приведшая к религиозной реформе в духе монотеизма.

## В религиозных традициях

### В православии
Манассия выступает как пример истинного покаяния. Он не отчаялся, в отличие от Иуды, и этим учит нас, что сколько бы человек ни согрешил, он может принести Богу покаяние и будет прощён. В греческом тексте Второй книги Паралипоменон приводится Молитва Манассии, когда он содержался в плену в Вавилоне (2Пар. 36).

### В иудаизме
Манассия изображён в Библии как самый нечестивый из царей династии Давида. В Талмуде его имя истолковывается в смысле «он забыл Бога», либо — «он заставил Израиль забыть своего Отца на Небесах».
Аггада приписывает ему множество грехов, у аггадистов он выступает прототипом «испорченных» людей. Рассказывается, что обладая большой учёностью, настолько, что мог дать пятьдесят пять различных объяснений книге Левит, он толковал Тору противно духу еврейского учения; ему приписывают грех кровосмешения с родной сестрой, разрушение алтаря в храме, и то, что он вырезал все имена Бога из Торы. Главным его грехом называется то, что он поставил в храме идола с 4 ликами со всех четырёх сторон, по образцу небесной колесницы, для того, чтобы прохожие со всех сторон поклонялись ему. Рассказывается, что однажды Манассия явился во сне к равви Аши и на вопрос последнего, как мог такой учёный предаться идолопоклонству, Манассия ответил: «если б ты жил во время сильного увлечения идолопоклонством, ты ухватился бы за мою полу и побежал бы за мной».
В талмудическом трактате Санхедрин он упомянут среди трёх царей, которые не имеют доли в грядущем мире из-за своего нечестия. В то же время присутствуют и апологетические суждения в отношении Манассии, мидраш подробно рассказывает о его страданиях в наказание за его грехи, о его молитве и обращении к Богу; в раввинистической традиции Манассия упоминается как пример, что Бог прощает кающихся грешников, даже совершивших самые тяжкие грехи.